# Bagram Air Base

i7
i11
i13
Die Bagram Air Base (IATA-Code: OAI, ICAO-Code: OAIX), innerhalb der US-Armee Bagram Airfield genannt, war das Hauptquartier der Streitkräfte der Vereinigten Staaten in Afghanistan. Der ehemalige sowjetische Luftwaffenstützpunkt war auch gleichzeitig der wichtigste Militärflugplatz der US-Streitkräfte in diesem Land. Innerhalb des Stützpunktes befand sich außerdem das Militärgefängnis Bagram, welches das primäre Internierungslager der US-Armee in Afghanistan war – des Terrors verdächtigte Personen wurden dort – ähnlich wie in den Gefangenenlagern der Guantanamo Bay Naval Base – ohne Anklage festgehalten.
Mit der Beendigung des Afghanistaneinsatzes der US-Streitkräfte und ihrer Alliierten wurde der Stützpunkt am 9. Juli 2021 von US-Truppen verlassen. Bagram Air Base wurde am 15. August 2021 von den Taliban ohne signifikanten Widerstand seitens der afghanischen Nationalarmee eingenommen.

## Geografische Lage
Die Basis befindet sich etwa 11 km südöstlich von Tscharikar in der Provinz Parwan sowie etwa 75 km nordöstlich von der Hauptstadt Kabul entfernt in der Region Bagram. Wenige Kilometer vom Stützpunkt entfernt befindet sich eine Reihe von historischen Stätten wie etwa die historische Stadt Kapisa, die während der Herrschaft des Kuschana-Herrschers Kanischka Sommerhauptstadt seines Reiches war. Weiterhin vermutet man in der Region um Bagram oder um Tscharikar die antike Stadt Alexandria ad Caucasum, die von Alexander dem Großen während seines Eroberungsfeldzuges gegründet wurde. Die Bagram Air Base befindet sich auf einer Höhe von 1.492 Metern.

## Geschichte

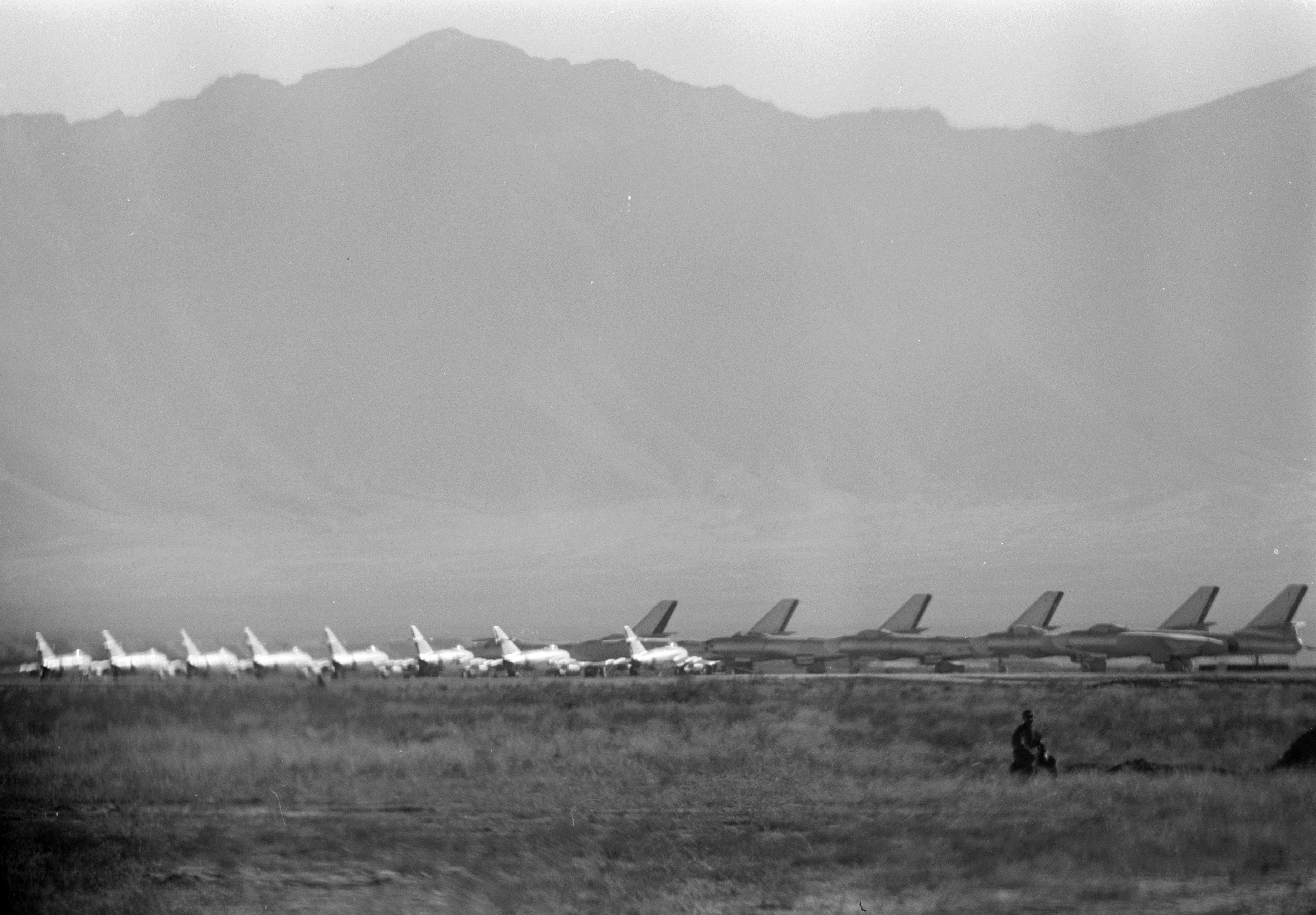
Flugzeuge der afghanischen Luftwaffe während eines Besuchs von US-Präsident Eisenhower im Jahr 1959.

### Sowjetische und afghanische Nutzung
Der Militärflugplatz wurde in den 1950er Jahren mit sowjetischer Hilfe gebaut. Während der sowjetischen Besatzungszeit war der Stützpunkt eine der Hauptoperationsbasen der sowjetischen Luftstreitkräfte in Afghanistan. Damals umfasste die Basis drei große Flugzeughangars, einen Kontrollturm und eine Vielzahl weiterer Gebäude. Die Start- und Landebahn war 3003 m lang, das Vorfeld des Flugplatzes hatte eine Fläche von 130.000 m².

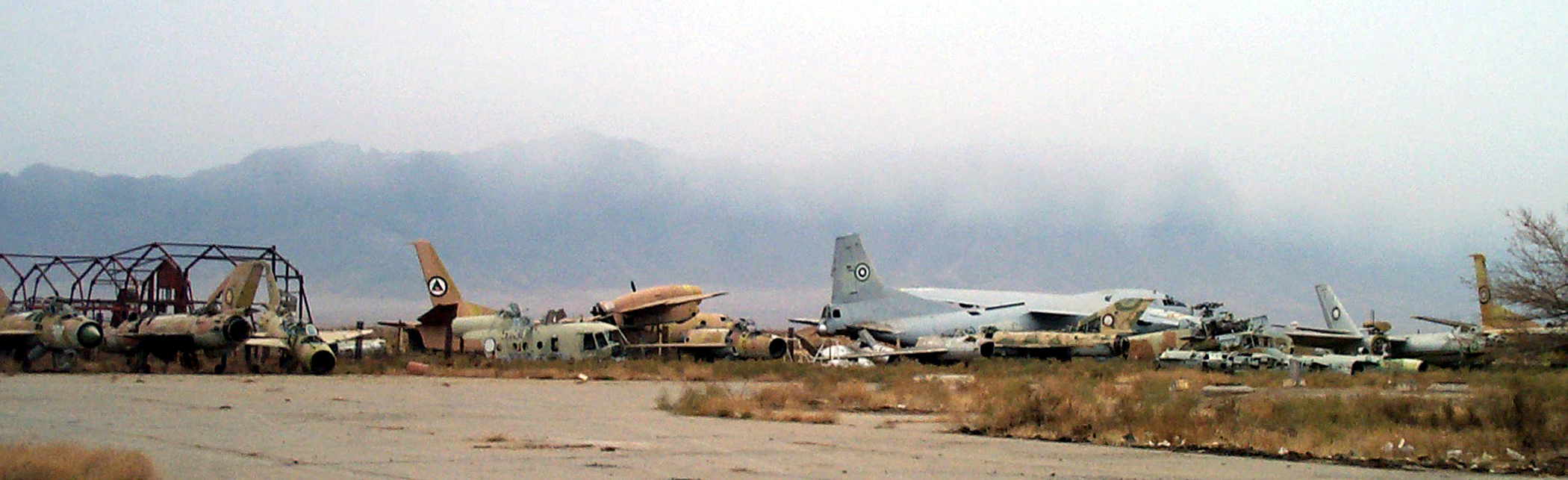
Schrottplatz mit abgewracktem Kriegsgerät sowjetischer Bauart – Ende 2001 von US-Truppen fotografiert

Nach dem Abzug der Sowjetunion diente er der damaligen afghanischen Luftwaffe als Stützpunkt, bis es den Talibanmilizen gelang, weite Teile des Landes unter ihre Kontrolle zu bringen. Ende der neunziger Jahre kämpften auf dem Gelände Talibaneinheiten gegen Einheiten der Nationalen Islamischen Vereinigten Front zur Rettung Afghanistans, besser bekannt als Nordallianz. Im damaligen Bürgerkrieg verlief die Kriegsfront zeitweise in der Gegend. Bei diesen Kämpfen wurden viele Gebäude der Basis zerstört oder stark beschädigt. Auch viele der damals auf dem Gelände noch vorhandenen Flugzeuge, die überwiegend sowjetischer Bauart waren, wurden dabei zerstört. Im Oktober und November 2001 bombardierten die Vereinigten Staaten verbliebene militärische Ziele auf dem Gelände. Dies geschah im Rahmen der damals groß angelegten Luftangriffe der USA auf die Stellungen der Taliban.

### Übernahme und Ausbau durch die USA

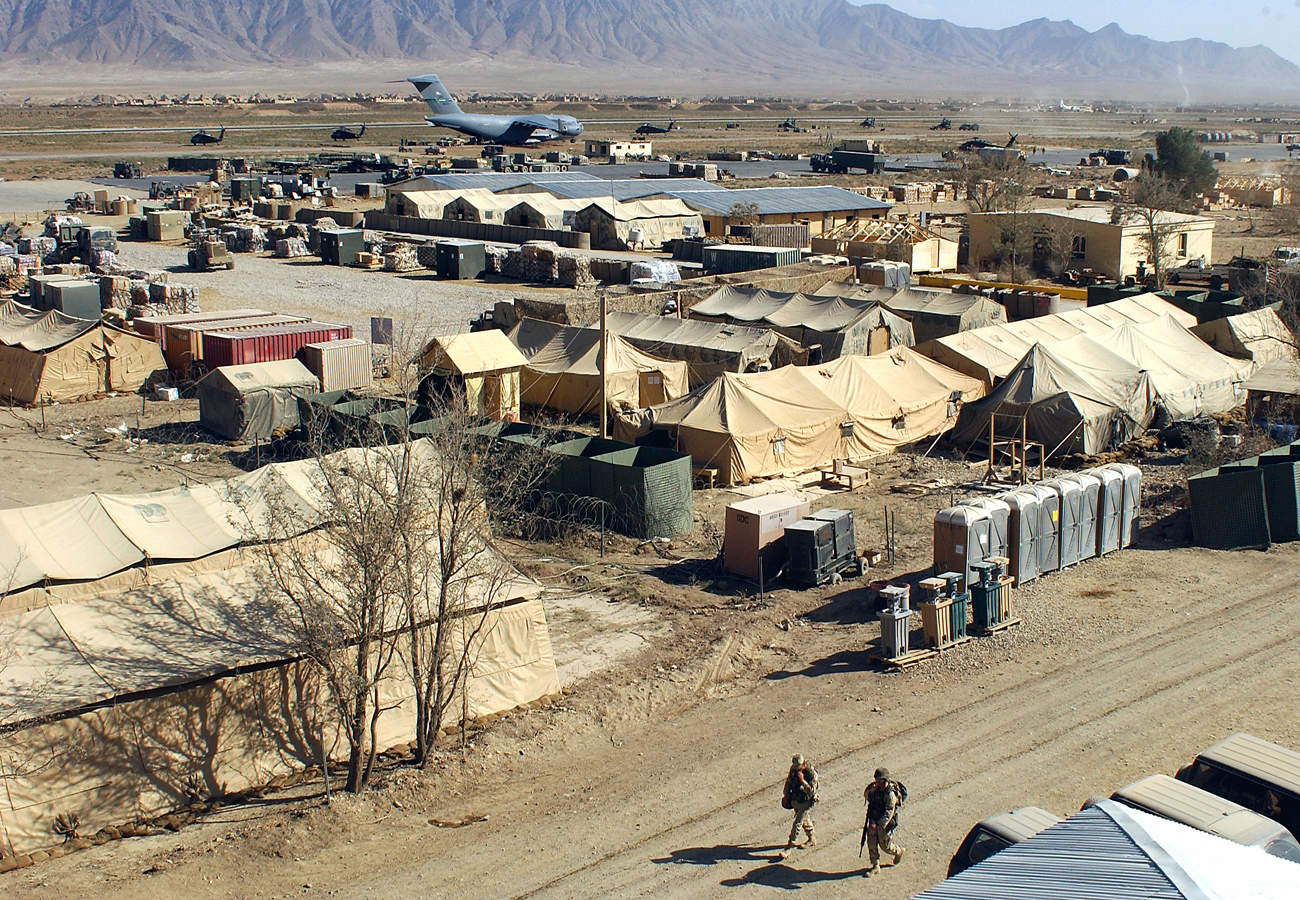
Zu Beginn waren die Soldaten überwiegend in Zelten einquartiert
(September 2002)

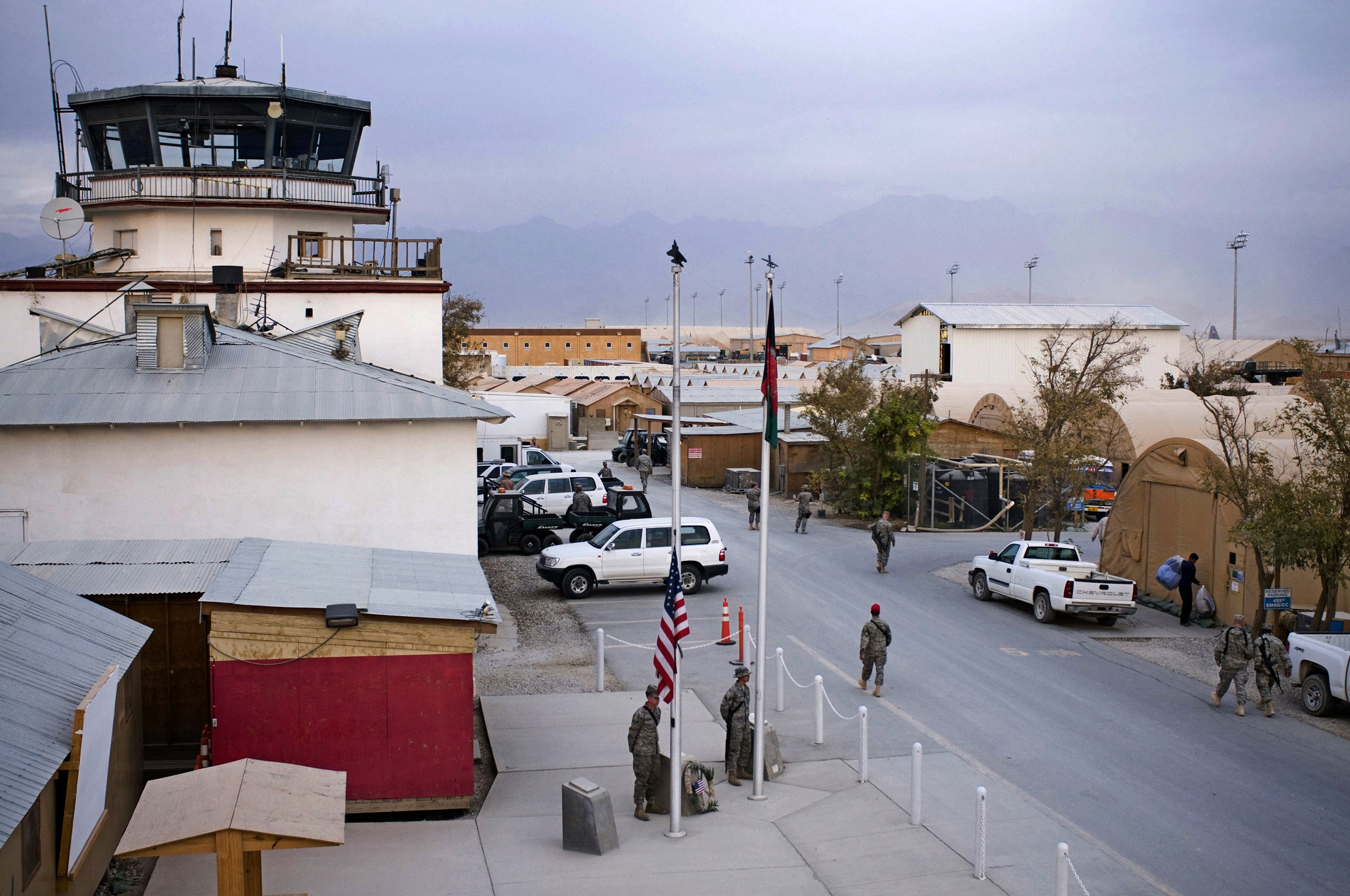
Der alte Tower des Luftwaffenstützpunkts (Veterans Day 2008)

Nach der Invasion im Jahr 2001 übernahmen die Amerikaner die schwer beschädigte Basis. Deren Start- und Landebahn hatte die fast 20-jährigen kriegerischen Auseinandersetzungen in der Region überstanden und war noch benutzbar. Das Gelände der Basis war in den Jahren zuvor von sowjetischen und afghanischen Truppen stark vermint worden. Die Landschaft war außerdem übersät mit Blindgängern.
Anfangs waren die Soldaten überwiegend in Zelten untergebracht. Bis Ende 2003 ersetzte die Armee die Zelte durch Holzbaracken, in denen jeweils acht Soldaten einquartiert waren.
Das sich innerhalb der Basis befindliche Internierungslager wurde im Jahr 2002 als provisorische Einrichtung eröffnet.
Laut einem Satellitenfoto hatte der Stützpunkt im Jahr 2004 bereits die Größe einer Kleinstadt erreicht. Damals bestand die Basis neben den Hangars und einigen Hallen vor allem aus temporären Bauten, also überwiegend aus Holzbaracken und Containerbauten. Anfang 2005 wurde dann mit dem Bau von langfristig haltbaren gemauerten Unterkünften begonnen.
Seit dem 2. November 2006 erfolgt die medizinische Versorgung der Basis im Bagram Airfield Hospital, auch Craig Joint-Theater Hospital genannt. Dieses aus betonierten Gebäuden und transportablen modularen Einheiten aufgebaute Krankenhaus verfügte bei seiner Eröffnung über etwa 50 Patientenbetten und unter anderem über drei Operationssäle.

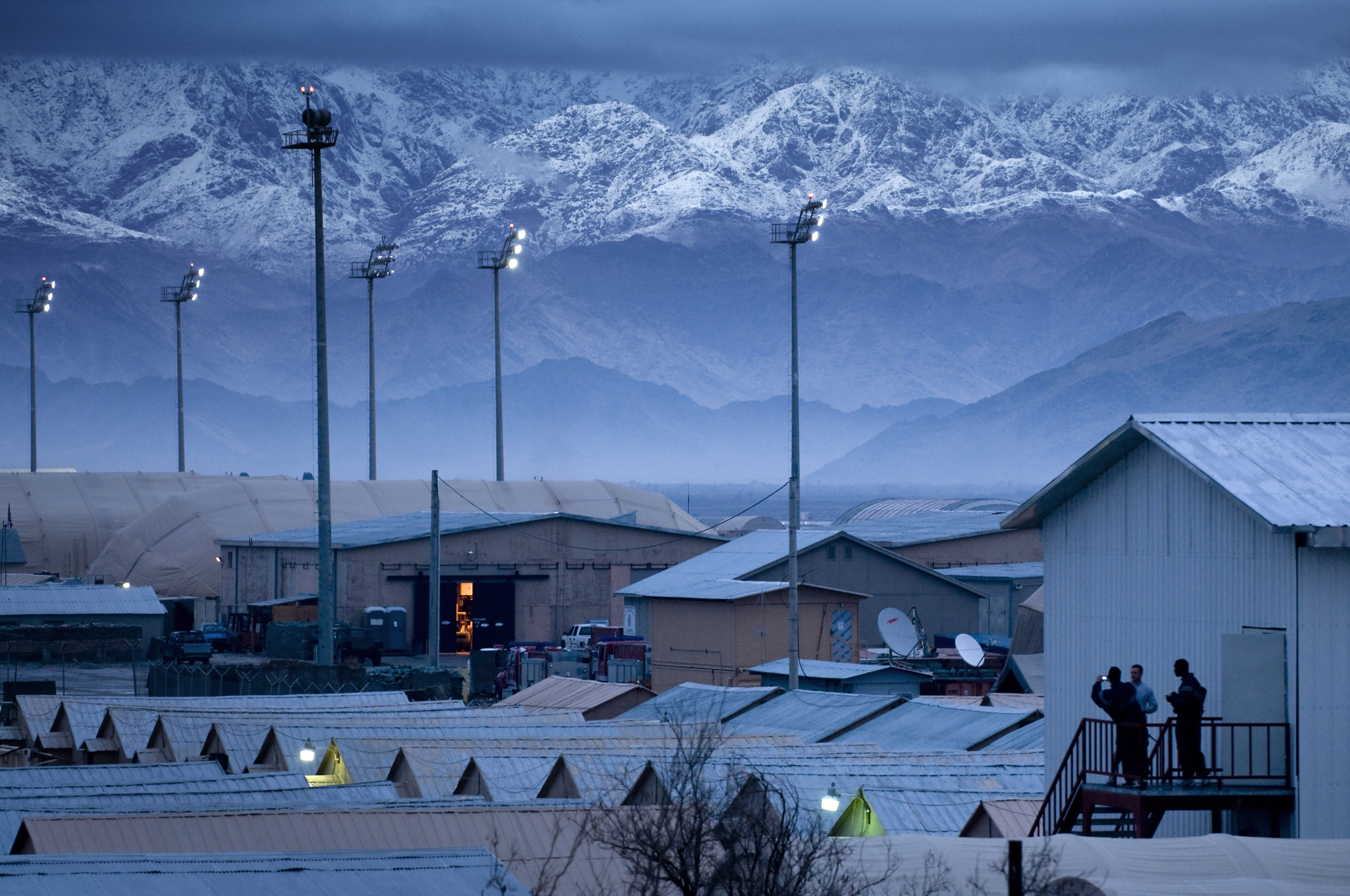
Eine Aufnahme vom Dezember 2008

Ende des Jahres 2006 erfolgte die Inbetriebnahme der für 68 Mio. US-Dollar gebauten zweiten Start- und Landebahn. Sie wurde parallel zur bestehenden Bahn gebaut und ist mit einer Länge von 3500 m um knapp 500 m länger als die andere, damit auch die Antonow An-225 mit maximaler Zuladung von hier starten kann. In den im Jahr 2009 in Betrieb genommenen neuen Tower wurden 50 Mio. US-Dollar investiert.
Laut einer Luftaufnahme vom März 2009 wurde die Basis zwischenzeitlich nochmals massiv ausgebaut, so wurden auf dem Gelände südöstlich der beiden Start- und Landebahnen etliche neue Gebäude hochgezogen und ein Teil der Luftfahrzeuge, nämlich die Kampfflugzeuge sowie einige Hubschrauber, dort stationiert. Die Zahl des US-Personals auf dem über 24 Quadratkilometer großen Gelände hat sich auf etwa 20.000 verdoppelt. 2009 waren Bauarbeiten im Wert von 200 Mio. US-Dollar geplant oder im Gange. 2012 gab es weitere Ausschreibungen, so zur Errichtung eines neuen Hauptquartiers und Wartungseinrichtungen für Kampfflugzeuge.

### Abzug der NATO aus Afghanistan
Als Folge des Streitkräfteabzugs der USA und deren Verbündeten aus Afghanistan verließen die letzten US-Soldaten am 2. Juli 2021 um 3 Uhr Ortszeit mit dem Abflug eines letzten US-Flugzeuges die Militärbasis. Zeitweise waren bis zu 30.000 Soldaten auf dem Gelände stationiert. Die Afghanische Nationalarmee wurde über den Zeitpunkt der endgültigen Räumung nicht einmal informiert. Als Soldaten der Afghanischen Nationalarmee Stunden später auf dem Stützpunkt eintrafen, mussten sie zuerst bereits eingetroffene Plünderer vertreiben. Einige Plünderer verhaftete man. Die US-Truppen ließen auch Tausende von Fahrzeugen, viele davon ohne Schlüssel, und Hunderte von gepanzerten Fahrzeugen zurück. Auch leichte Waffen mit Munition wurden für die Afghanische Nationalarmee zurückgelassen. Schwere Waffen nahm man hingegen mit, während die dazu gehörige Munition vor dem Abflug in die Luft gesprengt wurde.
Im Zuge ihres Vormarsches nahmen die Taliban den Flugplatz am 15. August 2021 ein. Im dortigen Gefängnis wurden 5.000 Gefangene, darunter Taliban, Al-Qaida- und IS-Kämpfer, freigelassen.
In den USA kritisierten Militärexperten den Abzug von der Bagram Air Base am 2. Juli als strategischen Fehler. Nach dem schnellen Vormarsch der Taliban in Afghanistan 2021 stand nur noch der Flughafen Kabul für Evakuierungen zur Verfügung, wo sich dann chaotische Zustände einstellten. Dies wurde in den USA zum größeren Thema als Stuart Scheller, Oberstleutnant des United States Marine Corps, dies in einem fünfminütigen Video thematisierte. Dieses Video wurde tausendfach in den sozialen Netzwerken geteilt und kommentiert. Scheller wurde nach Veröffentlichung des Videos wegen Vertrauensbruchs aus dem Dienst entlassen.

## Leben auf dem Stützpunkt (USA)
Der Stützpunkt hatte zuletzt die Dimension einer Kleinstadt erreicht. Laut Berichten – unter anderem von einer amerikanischen Militärzeitung – beherbergte die Basis inklusive zivilem Unterstützungspersonal insgesamt etwa 20.000 Personen. Entlang der etwa 2,5 km langen Hauptstraße der Basis, dem sogenannten Disney Drive, säumten sich Geschäfte und Lokalitäten wie beispielsweise Burger King, Pizza Hut oder Dairy Queen.
Die Basis war für die Region auch ein bedeutender Wirtschaftsfaktor. So arbeiteten viele Bewohner des nahe gelegenen afghanischen Dorfes auf dem Stützpunkt. Nach Angaben der US-Armee mussten diese einheimischen Arbeiter fünf Sicherheitskontrollen passieren, um in die Basis zu gelangen.

## Militäreinheiten und Luftfahrzeuge  (USA)

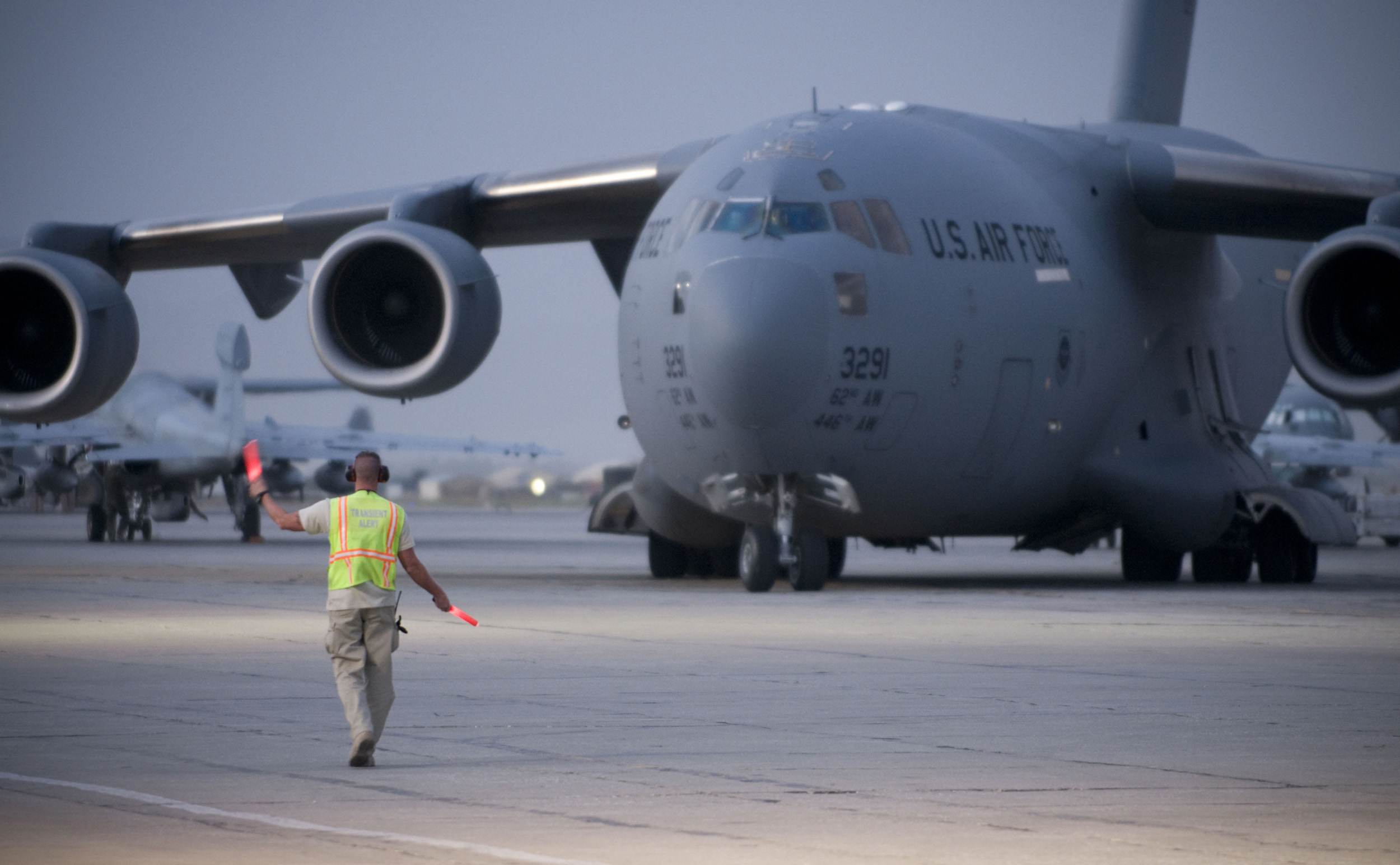
Ein Marshaller weist eine C-17 Globemaster III auf ihre Parkposition (Juli 2008)

Auf dem Stützpunkt waren mehrere tausend Soldaten unterschiedlicher Einheiten stationiert. Überwiegend handelte es sich dabei um Truppen der USA. Auch Soldaten anderer Länder, die im Rahmen des ISAF-Einsatzes operierten, nutzten diese Basis. Die meisten Soldaten gehörten zu Einheiten der U.S. Army und der U.S. Air Force; auch Einheiten der U.S. Navy waren präsent. Sie war das Hauptquartier der 455th Air Expeditionary Wing der United States Air Force. Etwa 1300 Mann dieser Einheit waren auf der Basis stationiert. Auch die Combined Joint Task Force-101 (CJTF-101) war auf dem Stützpunkt. Neben weiteren Militäreinheiten beherbergte die Basis auch ein Provincial Reconstruction Team der ISAF.
Der Militärflugplatz der Basis – der den ICAO-Code OAIX hatte  – verzeichnete mehr militärische Flugbewegungen als jeder andere Flughafen in Afghanistan. Die meisten in Afghanistan gebrauchten Güter wurden jedoch aus Kosten- und Kapazitätsgründen mit Lastwagen in das Land transportiert.

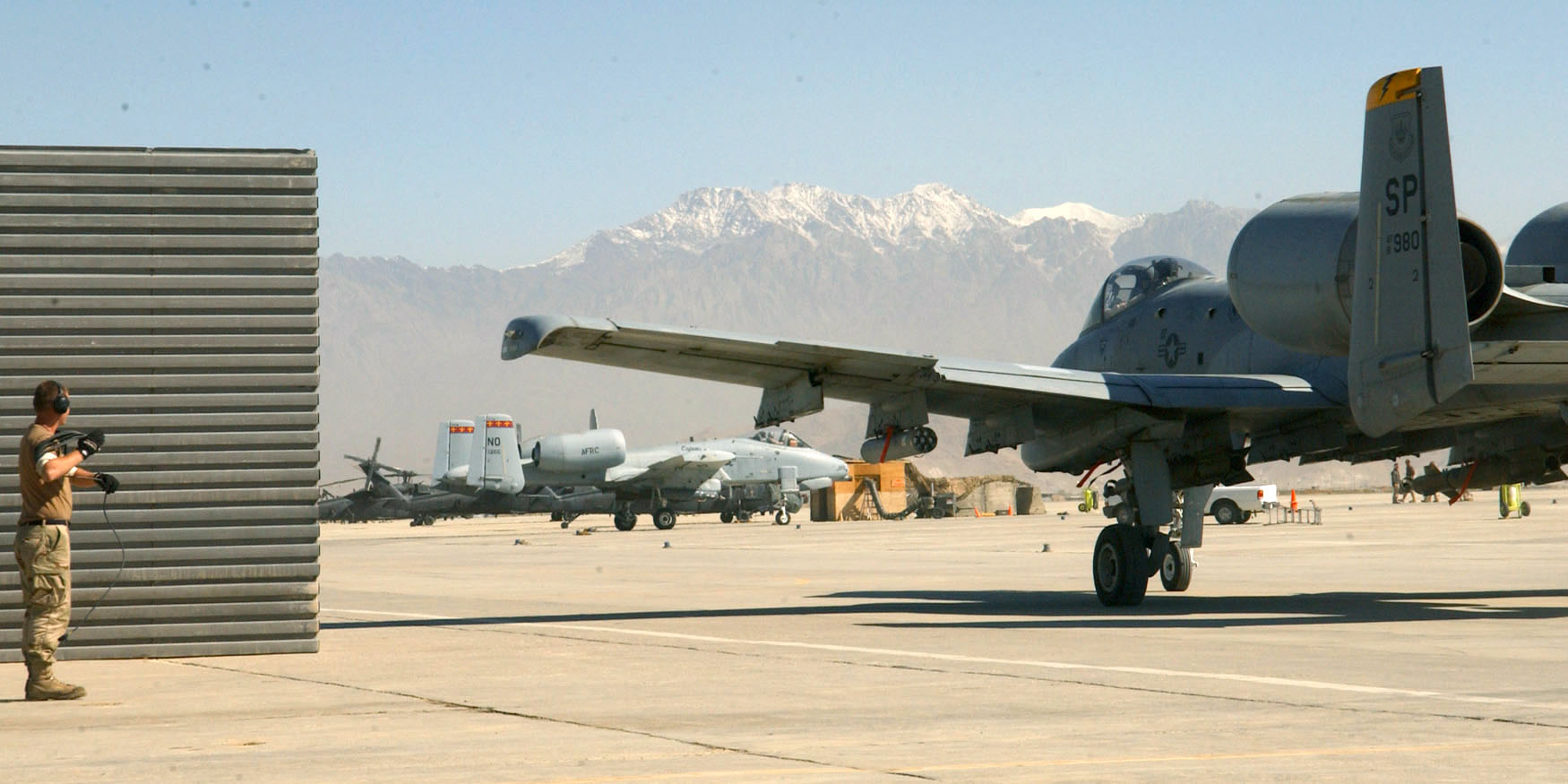
Eine A-10 Thunderbolt II auf dem Vorfeld (August 2005)

Auf dem Stützpunkt stationiert waren unter anderem viele Transporthubschrauber des Typs HH-60 Pave Hawk – einer speziellen Modifikation des UH-60 Black Hawk – sowie Modelle des größeren CH-47 Chinook. Daneben gab es in Bagram eine Staffel Erdkampfflugzeuge des Typs A-10 Thunderbolt II sowie einige Kampfjets vom Typ F-15E Strike Eagle. Unbemannte Drohnen vom Typ MQ-9 Reaper waren dort ebenfalls im Einsatz. Der 455th Air Expeditionary Wing verwendete des Weiteren Transportflugzeuge vom Typ C-130 Hercules auf dem Stützpunkt. Die Basis wurde auch regelmäßig von anderen schweren Transportflugzeugen wie etwa der C-17 Globemaster III angeflogen. Die größten für die Start- und Landebahn zulässigen Maschinen sind vom Typ C-5 Galaxy und Boeing 747.
Am 29. April 2013 stürzte National-Air-Cargo-Flug 102, ein mit Militärfahrzeugen beladenes Frachtflugzeug vom Typ Boeing 747-400, kurz nach dem Start in Bagram ab. Alle sieben Besatzungsmitglieder kamen ums Leben.

## Zwischenfälle
- Am 25. Dezember 1979, dem ersten Tag der sowjetischen Intervention in Afghanistan, sollte eine vom Flughafen Taschkent-Juschny kommende Iljuschin Il-76M der sowjetischen Luftstreitkräfte (Luftfahrzeugkennzeichen CCCP-86036) auf der Bagram Air Base landen. Es gab keine Navigationshilfen (Funkfeuer), und die Besatzung war mit Zielflugplatz und Gelände nicht vertraut.[37] Sie flog die Il-76 in einem Controlled flight into terrain (CFIT) in einen 36 km entfernten Berg bei Kanzak (nordöstlich von Kabul). Alle Menschen an Bord (neun Besatzungsmitglieder  und 37 Fallschirmjäger) starben.

- Die Basis wurde oft Ziel von Anschlägen. Sie wurden sowohl in Form von Selbstmordattentaten beziehungsweise Autobomben überwiegend vor der Einfahrt des Stützpunktes als auch mit Raketen verübt.[38][39][40] Der bislang folgenschwerste wurde verübt, als im Jahr 2007 der damalige US-Vizepräsident Dick Cheney die Basis besuchte. 23 Menschen starben.[38]

- Nach Koran-Verbrennungen auf dem Stützpunkt kam es im Februar 2012 zu landesweiten Unruhen.
- Am 12. November 2016 verursachte ein Selbstmordattentäter eine schwere Explosion auf der Bagram Air Base. Vier Menschen starben und 17 wurden verletzt.[41] Die Taliban verlautbarten durch ihren Sprecher Sabiullah Mudschahid die Verantwortung für den Anschlag und behaupteten, er sei eine Vergeltung an den USA für den US-Angriff während der Schlacht um Kundus, wo unter anderem am 3. Oktober 2015 bei der Bombardierung der Klinik von Ärzte ohne Grenzen in Kundus 30 Menschen getötet worden waren.

## Ehemaliges Militärgefängnis (USA)

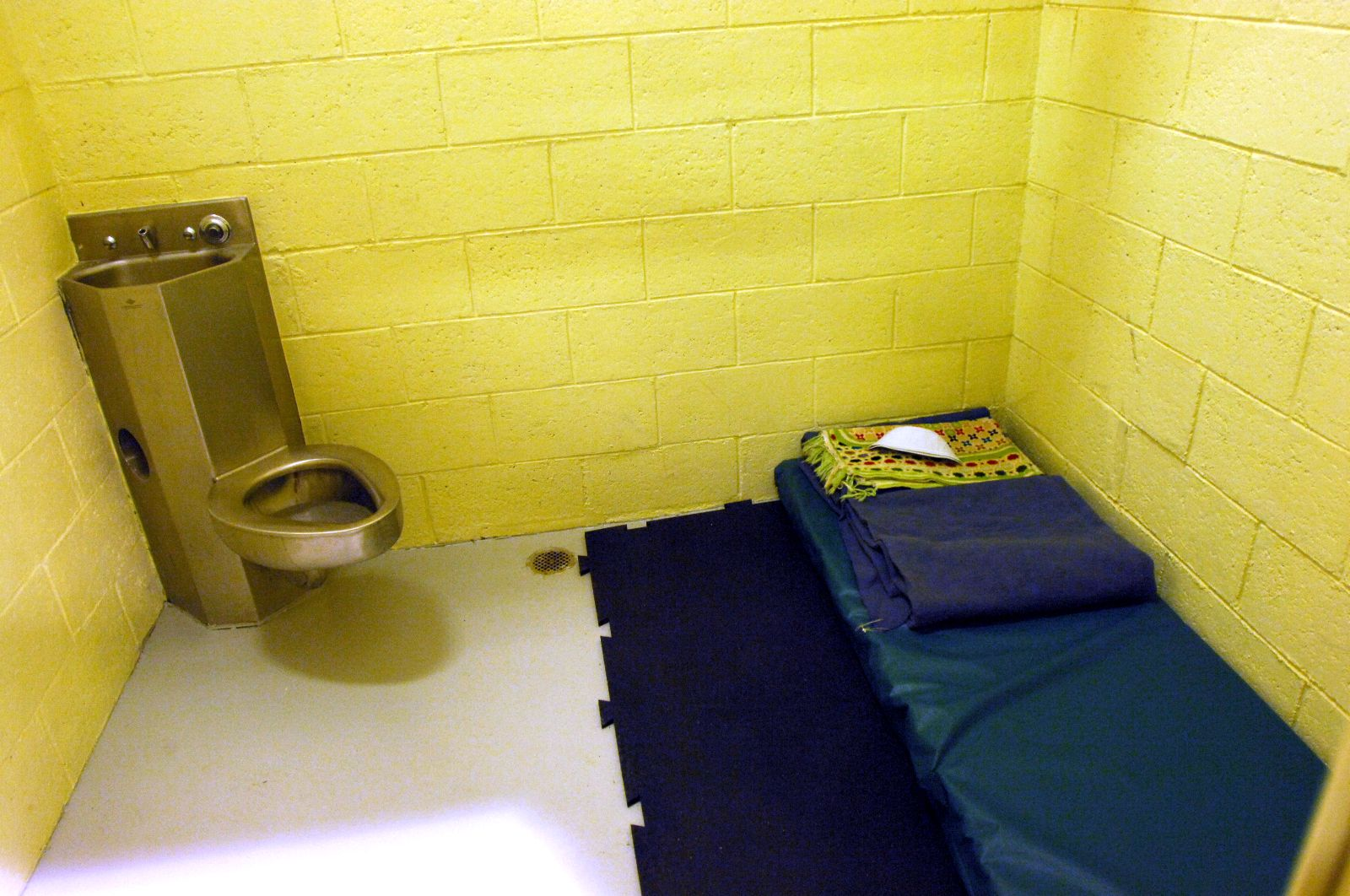
Zelle im Militärgefängnis Bagram

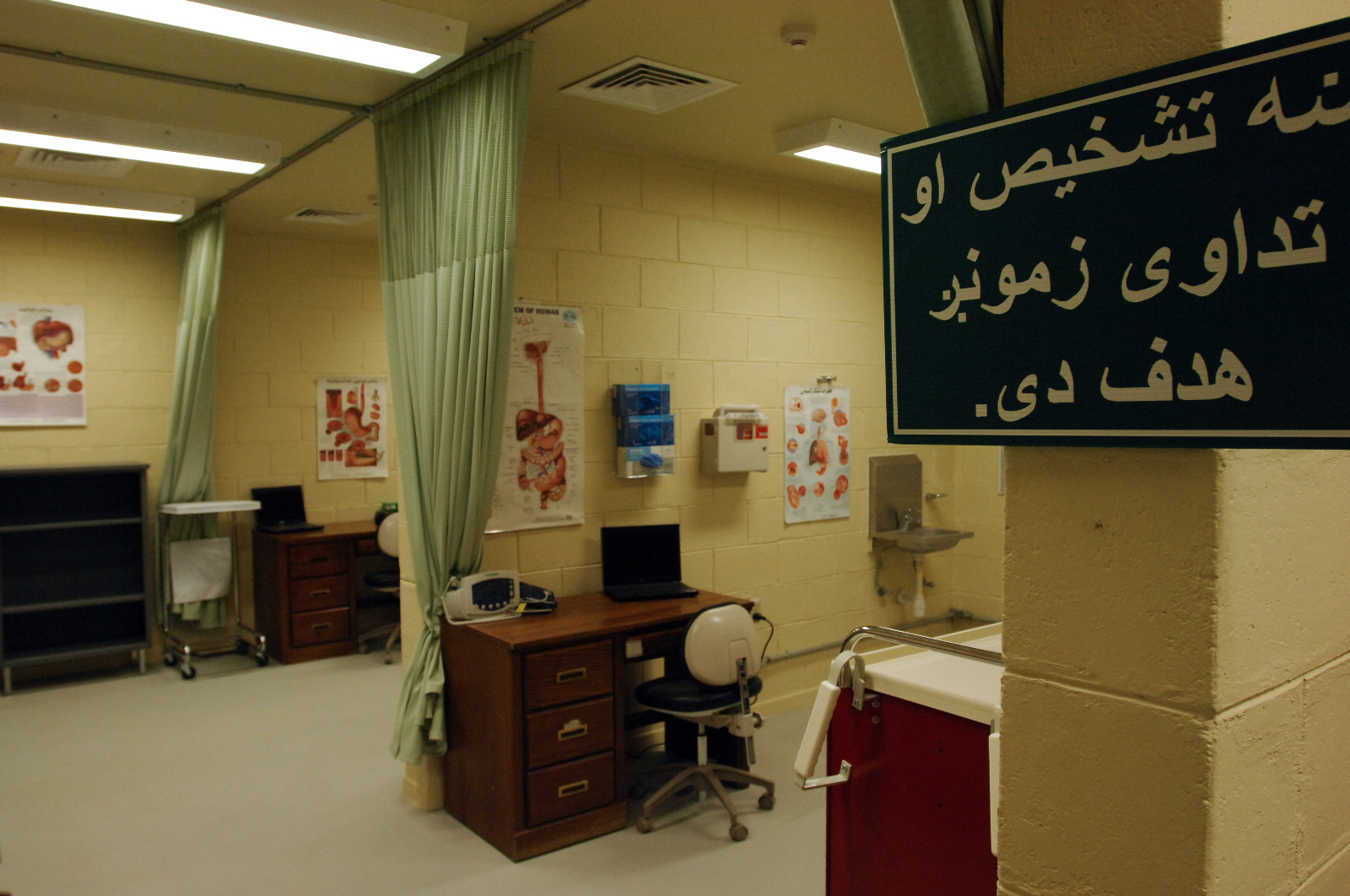
Büro der Krankenschwestern im Militärgefängnis Bagram (Bildaufnahmedatum vor Dezember 2009)

Innerhalb der Bagram Air Base befand sich zeitweise das primäre Internierungslager der Streitkräfte der Vereinigten Staaten in Afghanistan. Dort wurden bis zu 600 tatsächliche oder mutmaßliche Terroristen als Kriegsgefangene gefangen gehalten und verhört – ohne eines Verbrechens angeklagt zu werden.
Die New York Times berichtete wiederholt von Misshandlungen und Folter in diesem Lager. Im Dezember 2002 starben zwei Häftlinge nach tagelangen Misshandlungen und Folter durch US-Bürger. Die Zustände im Lager waren laut New York Times wesentlich schlechter als im Gefangenenlager der Guantanamo Bay Naval Base. Es wurden kaum Details bekannt, da das US-Militär das Lager abgeschottet hatte.
Die Gefangenen hatten (Stand Januar 2009) keinen Zugang zu Anwälten und nach Ansicht der US-Regierung kein Recht, ihre Inhaftierung vor einem Gericht anzufechten.
Mitte August 2021, kurz nach dem Abzug der letzten US-Soldaten, ließen die Taliban alle Gefängnisinsassen frei.